# Голуб Дем'ян Васильович
Дем'ян Васильович Голуб (1917, УРСР — 31 січня 2013, Новоукраїнка) — український військовий, ветеран Другої світової війни, радист-розвідник, інвалід війни I групи. Нагороджений орденом Вітчизняної війни II ступеня, орденом «За мужність» та іншими нагородами. Після війни працював агрономом і головою колгоспу в Компаніївці. Представник покоління, що зробило вагомий внесок у перемогу над нацизмом та повоєнну відбудову.

## Біографія
Народився у 1917 році. До війни працював у сільському господарстві.
Протягом восьми років служив у лавах Червоної армії, зокрема під час Другої світової війни. Брав участь у бойових діях у Східній Пруссії, Польщі, Угорщині, Прибалтиці та інших країнах Європи. Служив як радіорозвідник, спеціалізуючись на перехопленні та дешифруванні ворожих радіопереговорів.
Під час бойових дій був двічі поранений, зокрема в ситуаціях, пов'язаних з евакуацією поранених під вогнем та розмінуванням мінних полів. Отримав інвалідність I групи.

### Післявоєнна діяльність
У 1947 році демобілізувався та повернувся до мирного життя. Оселився у селищі Компаніївка Кіровоградської області, де працював агрономом, а згодом — головою місцевого колгоспу імені Леніна. Виявив себе як працьовитий та принциповий керівник, активний громадський діяч.
Пізніше мешкав у місті Новоукраїнка, де й прожив до кінця життя.

### Родина
З дружиною, Марією Пилипівною, познайомився під час Великої Вітчизняної війни, виростили трьох дітей: доньок Світлану та Валентину, сина Валерія. Дем'ян застав за життя народження шести онуків, шести правнуків та одну пра-правнучку

## Вшанування
Дем'яна Васильовича неодноразово відзначали почесними грамотами та подяками, зокрема від Верховної Ради УРСР. Його ім'я згадується в місцевій пресі як одного з яскравих представників «покоління, що врятувало світ». Брав участь у шкільних і громадських заходах, зустрічах з молоддю, урочистих меморіальних подіях.

## Нагороди
- Орден Вітчизняної війни II ступеня
- Орден «За мужність»
- Відомчі нагороди, грамоти, медалі